# Wrestler (film)
Wrestler je sportovní drama film z roku 2008, režíroval ho Darren Aronofsky, napsal Robert D. Siegel a hlavní a vedlejší role ztvárnili Mickey Rourke, Marisa Tomei a Evan Rachel Woodová. Produkce začala v lednu 2008 a Fox Searchlight Pictures získali právo film propagovat v USA; zde byl film vydán 17. prosince 2008 a po celém světě 23. ledna 2009. Na DVD a Blu-ray byl film ve Spojených státech vydán 21. dubna 2009 a ve Spojeném království 1. června 2009. Aronofsky se domnívá, že film Wrestler je velmi podobný filmu z roku 2010, Černá labuť, oba filmy jsou o náročném umění.
Rourke hraje stárnoucího profesionálního wrestlera který pokračuje v zápasení, aby si udržel svou slávu z 80. let, i přes své klesající zdraví. Zároveň se snaží si zlepšit vztah se svou odcizenou dcerou a pokusit se začít romantický vztah se striptérkou.
Film byl mezinárodně uznáván a na Benátském filmovém festivalu 2008, kde měl i v srpnu premiéru, vyhrál Zlatého lva. Filmový kritik Roger Ebert ho nazval nejlepším filmem toho roku, zatímco Rotten Tomatoes informoval, že film měl 98% pozitivních ohlasů. Za svou roli získal Mickey Rourke nominaci na cenu BAFTA, Zlatý glóbus, Independent Spirit Award a Academy Award za nejlepšího herce. Tomeiová byla nominována Academy Award za Nejlepší herečku ve vedlejší roli.

## Obsazení
- Mickey Rourke jako Robin Randzowski / Randy "The Ram" Robinson
- Marisa Tomei jako Pam / Cassidy
- Evan Rachel Woodová jako Stephanie
- Mark Margolis jako Lenny
- Todd Barry jako Wayne
- Judah Friedlander jako Scott
- Ernest Miller jako Bob / "The Ayatollah"
- Ajay Naidu jako zdravotník
- Wass Stevens jako Nick
- John D'Leo jako Adam
- Gregg Bello jako Larry

Profesionální wrestleři kteří vystupovali ve filmu: Rob Eckos, Necro Butcher, Nick Berk, The Blue Meanie, Sabian, Nate Hatred, R-Truth, L.A. Smooth, Jay Lethal, Jim Powers, Claudio Castagnoli, Larry Sweeney, Romeo Roselli, John Zandig, Chuck Taylor, Nigel McGuinness, Pappadon, a Jay Santana.

## Produkce
Wrestler byl napsaný Robertem D. Siegelem, bývalým spisovatelem pro The Onion. Herec Nicolas Cage v říjnu 2007 vstoupil do jednání o roli Randyho. Následující měsíc Cage projekt opustil a Mickey Rourke ho v hlavní roli nahradil. Podle Aronofskyho Cage odstoupil protože zjistil, Aronofsky chce, aby hlavní roli ztvárnil Mickey Rourke. Aronofsky se vyjádřilo Cageovi „je to naprostý gentleman a rozuměl, že moje srdce je na Mickeyho straně a odstoupil. Chovám k Nicovi Cageovi jako k hercovi velký respekt a myslím, že bych s ním opravdu pracovat mohl..ale, však víte, Nic neuvěřitelně Mickeyho podporoval, protože jsou to staří kámoši a on mu opravdu chtěl s touto příležitostí pomoci, takže raději sám odstoupil.“
40denní natáčení začalo v lednu 2008 v New Jersey, přesněji v Elizabeth, Hasbrouck Heights, Garfield, Asbury Park, Linden, Rahway, Roselle Park, Dover a v supermarketu v Bayonne, kde Rourke mimochodem obsluhoval a improvizoval s opravdovými zákazníky, a v New Yorku. Nějaké scény byly také natočeny v aréně v Philadelphii.
Afa Anoa'i, bývalý profesionální wrestler, byl najat, aby trénoval Rourkeho pro jeho roli. Anoa'i si vzal na výpomoc své dva hlavní trenéry, Jona Troskyho a Toma Farra a s Rourkem spolupracovali po dobu osmi týdnů. Oba trenéři měli také ve filmu menší roli.
V jedné scéně je fiktivní video hra pro Nintendo Entertainment System jménem Wrestle Jam '88. Jsou v ní charaktery Robinsona a Ayatollaha. Aronofsky si žádal plně funkční video hru, se kterou by herci mohli hrát. Programátor Randall Furino a designér názvu filmu, Kristyn Hume, vytvořili hratelné demo s funkčním rozhraním, které obsahuje i grafiku a muziku z 80. let.
Aby byl film více realistický, scény v šatně byly čistě improvizované a proto to vypadá, jako když spolu Rourke a další herci doopravdy běžně komunikují.

### Hudba
Clint Mansell, skladatel předešlých filmů Aronofskeho (Pí, Requiem za sen a Fontána), se stal skladatelem i pro film Wrestler. Nový song Bruce Springsteena, také jménem "The Wrestler", zazní při závěrečných titulkách. Springsteen napsal tento song během svého cestování po Evropě, po přečtení dopisu od Rourkeho a scénáře k filmu.
Song od Guns N' Roses, "Sweet Child O' Mine", hraje při Randyho nástupu do ringu na konci filmu. Při své řeči na předávání Zlatých glóbů se Rourke zmínil, že Axl Rose daroval píseň filmu zdarma a tak Roseovi poděkoval.
Ve filmu jsou také dvě skladby od Ratt ("Round and Round" a "I'm Insane"), song od Quieta Riota, "Metal Health" (což je Randyho song při nástupu do ringu mimo finálního zápasu), "Don't Walk Away" od FireHouse, "Dangerous" od Slaughter, "Animal Magnetism" od Scorpions, "Balls to the Wall" od Accept, "Soundtrack to a War" od Rhino Bucketa a "Don't Know What You Got (Till It's Gone)" od Cinderella. Song od Madonny, "Jump", hraje při scéně v baru. Ve strip klubu lze slyšet skladbu "Stuntin' Like My Daddy" od Birdmana a Lil Wayneho. "Let Your Freak Out" od nezávislé kanadské zpěvačky/textařky Deeshy můžeme slyšet při další barové scéně, když má role Marisy Tomei emocionální rozhovor s rolí Mickeyho Rourke.

### Propagace
Ačkoli se jim film z počátku nezamlouval, World Wrestling Entertainment (WWE) pomohla s propagací pomocí fikcionálního příběhu. Do toho byl také zapojen heel turn Chrise Jericha, když začal urážet legendy jako Ric Flair, který se poté cítil trapně, stejně jako Mickey Rourke za své ztvárnění wrestlera ve filmu Wrestler. Na 15th Screen Actors Guild Awards Rourke oznámil, že se bude účastnit WrestleManie XXV, hlavně s cílem dokončit feud s Jerichem. 28. ledna Rourkeho mluvčí uvedl, že se Rourke nebude této akce účastnit, přijde se však podívat jako host.
Rourke byl také pozván na ceremoniál 2009 WWE Hall of Fame, který se koná vždy před WrestleManií. Následující večer měl Jericho handicapový zápas proti Rickymu Steamboatovi, Roddymu Piperovi a Ricu Flairovi. Po svém vítězství vyzval Rourkeho, který nakonec do ringu přišel a udeřil ho pěstí. Flair poté Rourkemu pogratuloval.

## Vnímání publika
Během rozhovoru s NPR Aronofsky mluvil o reakci vlastníka WWE, Vince McMahona, na tento film:
| „ | Vince McMahon tento film viděl a volal mě i Mickeymu (Rourke) a byl tím filmem opravdu, opravdu dotčen. Stalo se to před týdnem. Oba jsme byli nervózní ohledně toho, co si bude myslet, ale on opravdu, opravdu cítil, že je tento film speciální. Jeho podpora pro nás mnoho znamená, hlavně pro Mickeyho. | “ |

WWE Hall of Famer, Bret "The Hitman" Hart, který byl několikanásobný světový šampion jak ve WWE, tak ve WCW, si film Wrestler užil a zatleskal Rourkeho výkonu. Tvrdil: "Randy “The Ram” Robinson byl událost večera který vyprodal Madison Square Garden. Tak jsem byl... Ačkoli film přesně vyjadřuje život každého pro wrestlera, tak jsem rád že nikdo z nás svou kariérou neprolítl tak rychle." WWE komentátor Jim Ross film popsal jako „velmi silný, dramatický film, který líčí, jak jsou lidé posedlí svými vlastními životy a jejich kariéra je může zničit.“
Bývalý WWE a TNA světový šampion v těžké váze, Mick Foley, si film užil a řekl: „Již během prvních pěti minut jsem naprosto zapomněl, že se koukám na Mickeyho Rourke. Ten chlap na obrazovce prostě byl Randy 'the Ram' Robinson.“